# Abies fraseri
Abies fraseri es una especie de conífera perteneciente a la familia Pinaceae. Son naturales de las montañas Apalaches, del sudeste de Virginia, oeste de Carolina del Norte y este de Tennessee.

## Descripción
Son árboles que viven en suelos arenosos ácidos pero bien drenados a elevadas altitudes (1,200-2,000 m), alcanzan los 25 metros de altura con un tronco de 75 cm de diámetro. Tiene la corona piramidal con ramas horizontales. La corteza es gris-marrón, suave y normalmente delgada pero muy resinosa. Las hojas son de aguja de 12-25 mm de longitud y de color verde oscuro dos bandas de estomas blanco-plateados. Las hojas son olorosas. Las piñas son de 3.5-7 cm de longitud de color púrpura, volviéndose marrón al madurar.

## Taxonomía
Abies fraseri fue descrita por (Pursh) Poir. y publicado en Encyclopédie Méthodique. Botanique ... Supplément 5(1): 35. 1817.
Etimología
Abies: nombre genérico que viene del nombre latino de Abies alba.
fraseri: epíteto otorgado en honor del botánico John Fraser.
Sinonimia
- Abies balsamea subsp. fraseri (Pursh) A.E.Murray
- Abies balsamea var. fraseri (Pursh) Spach
- Abies humilis Bach.Pyl.
- Picea balsamea var. fraseri (Pursh) J. Nelson
- Picea fraseri (Pursh) Loudon
- Picea hudsonia Gordon
- Pinus balsamea var. fraseri (Pursh) Nutt.
- Pinus fraseri Pursh[5][6]